# Islom Inomov
Islom Inomov (russe : Ислом Иномов) (né le 30 mai 1984 à Angren, à l'époque en URSS, aujourd'hui en Ouzbékistan) est un footballeur international ouzbek, qui évoluait au poste de défenseur.

## Biographie

### Carrière en sélection
Avec l'équipe d'Ouzbékistan, il joue 36 matchs (pour 2 buts inscrits) entre 2004 et 2013. 
Il figure dans le groupe des sélectionnés lors des Coupe d'Asie des nations de 2004 et de 2007, où son équipe atteint à chaque fois les quarts de finale.
Il joue également 12 matchs comptant pour les tours préliminaires de la coupe du monde, lors des éditions 2006, 2010 et 2014.
Il participe enfin à la Coupe du monde des moins de 20 ans 2003 organisée aux Émirats arabes unis.

## Palmarès
| Pakhtakor Tachkent - Championnat d'Ouzbékistan (3) : - Champion : 2004, 2006 et 2007. - Coupe d'Ouzbékistan (4) : - Vainqueur : 2004, 2006, 2007 et 2009. |  | Bunyodkor Tachkent - Championnat d'Ouzbékistan (1) : - Champion : 2011. |